# Euphonia laniirostris
Euphonia laniirostris là một loài chim trong họ Fringillidae.

## Hình ảnh

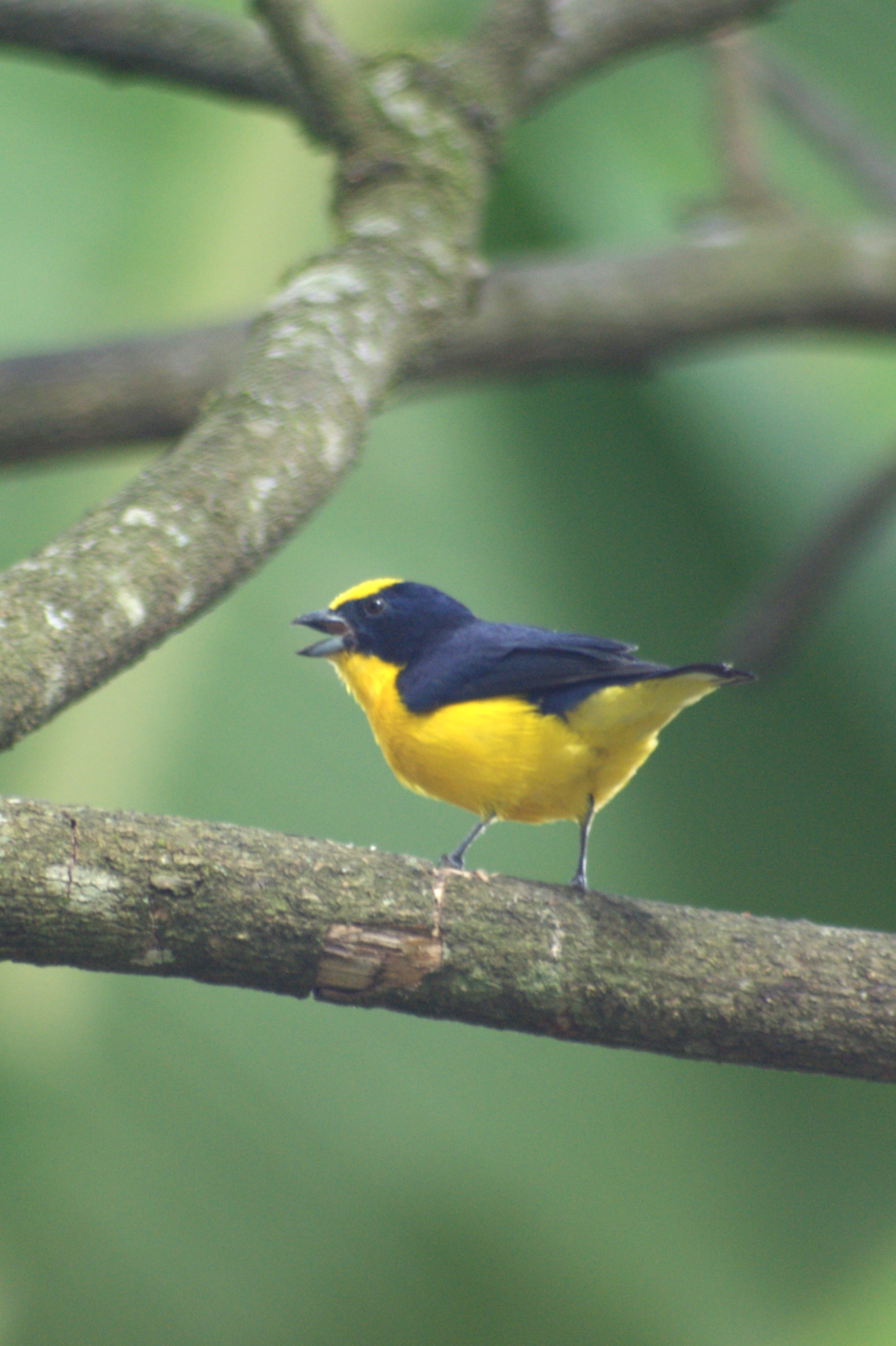
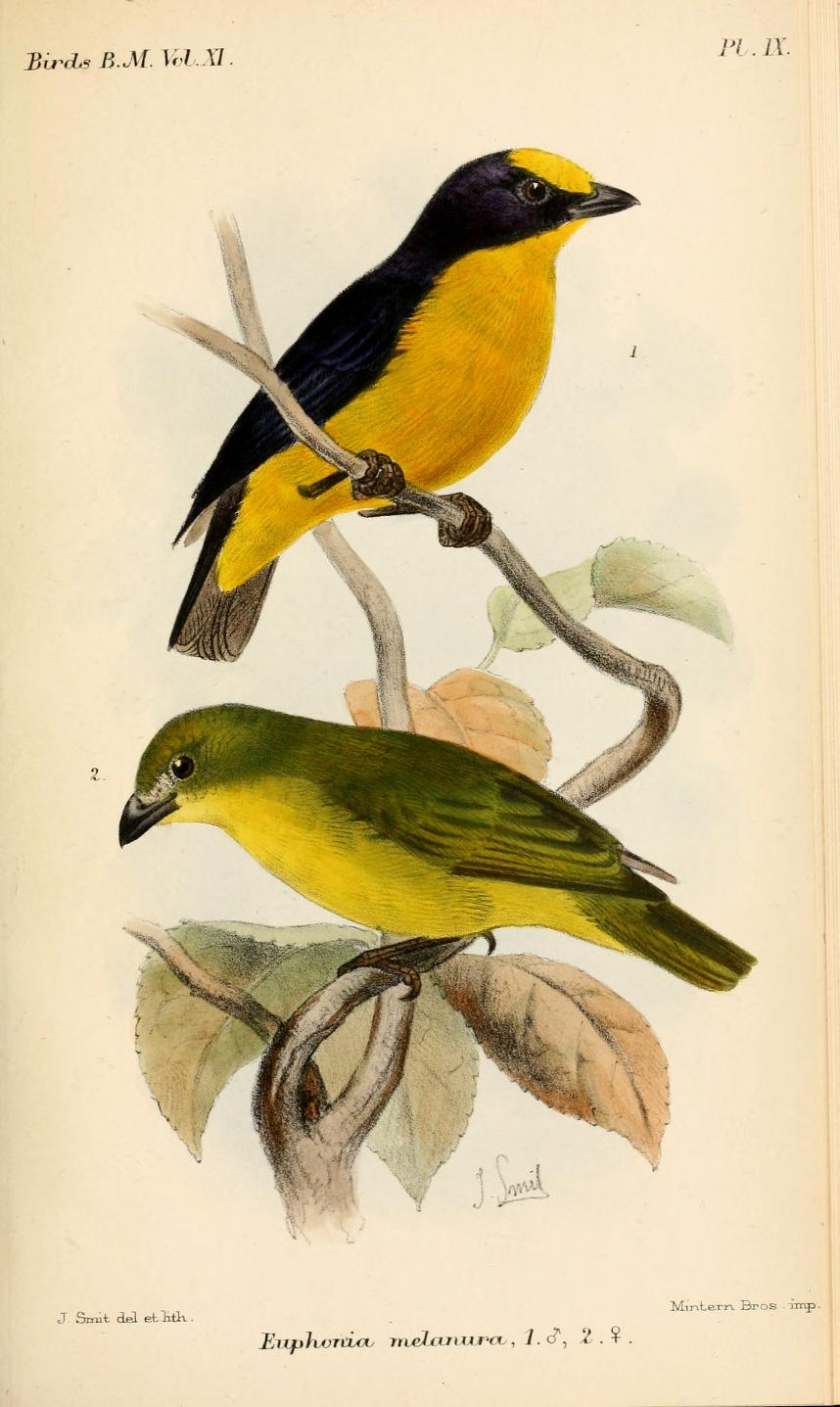
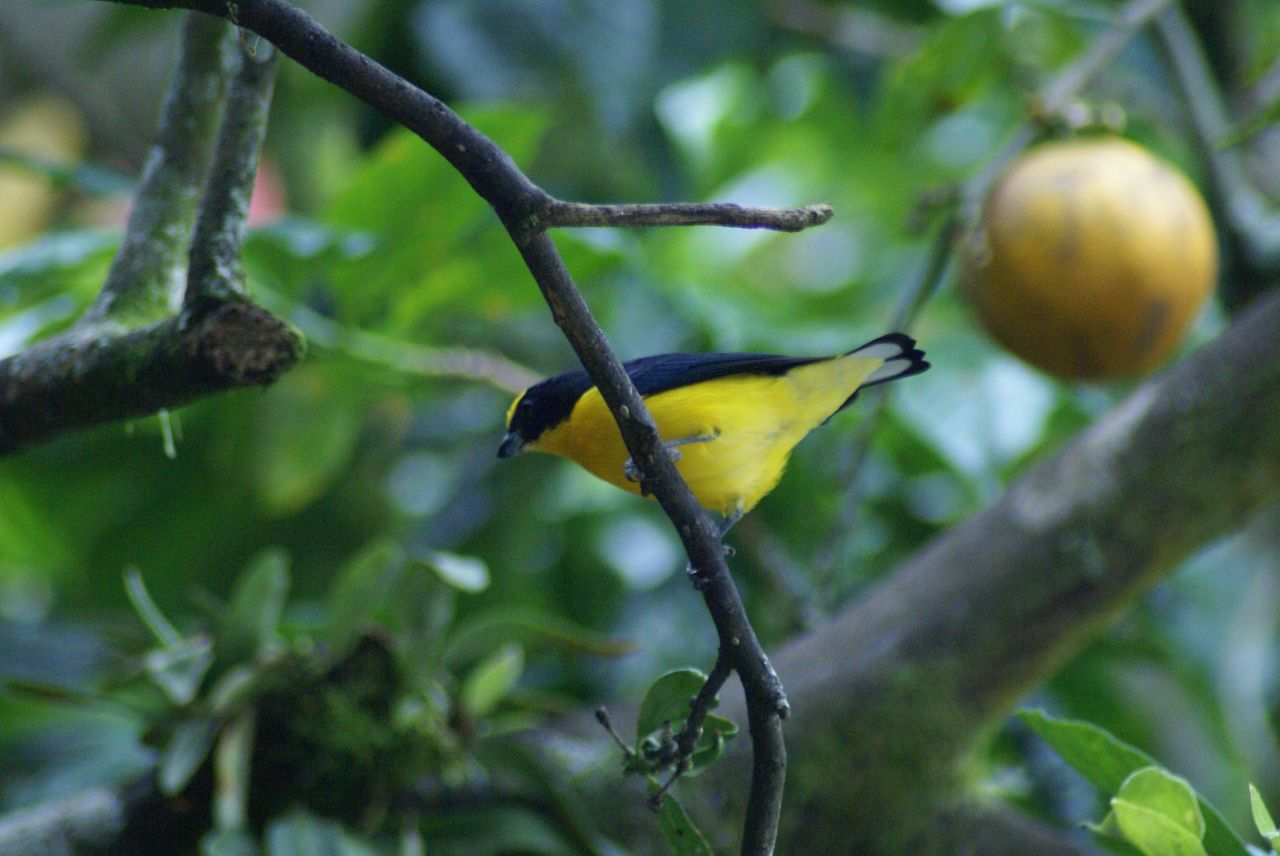